# Parc national El Sabinal
Le parc national El Sabinal (espagnol : Parque nacional El Sabinal) est un parc national du Mexique situé au Nuevo León. Il protège une forêt de Taxodium mucronatum, l'arbre national du Mexique. Il a une superficie de 8 ha, ce qui en fait du plus petit parc national du pays, et a été créé en 1938. Il est administré par la Comisión Nacional de Áreas Naturales Protegidas.